# Stellaria imbricata
Stellaria imbricata är en nejlikväxtart som beskrevs av Aleksandr Andrejevitj Bunge. Stellaria imbricata ingår i släktet stjärnblommor, och familjen nejlikväxter. Inga underarter finns listade i Catalogue of Life.